# Ali Mirzaei
Ali Mirzaei (Teheran, 28 januari 1929 - 18 juli 2020) was een Iraans gewichtheffer. Hij behaalde tweemaal een podiumplaats op het wereldkampioenschap gewichtheffen in de gewichtsklasse tot 56 kilogram, in 1951 in Milaan en in 1954 in Wenen. Op de Olympische Spelen van 1952 werd hij derde in deze gewichtsklasse, nadat hij een jaar eerder op de Aziatische Spelen in New Dehli zilver had behaald.